# Джейсон Девідсон
Джейсон Девідсон (англ. Jason Davidson; нар. 29 червня 1991, Мельбурн) — австралійський футболіст, лівий захисник англійського клубу «Гаддерсфілд Таун» та національної збірної Австралії.

## Клубна кар'єра
Син відомого австралійського футболіста Алана Девідсона. Бабуся Джейсона з Японії, а його дружина гречанка. 
Девідсон вихованець португальського клубу «Пасуш де Феррейра». У дорослому футболі дебютував 2009 року виступами за «Гьюм Сіті», в якій провів один сезон, взявши участь у 16 матчах чемпіонату.
Своєю грою за цю команду привернув увагу представників тренерського штабу португальського клубу «Пасуш ді Феррейра», з яким уклав контракт у вересні 2009 року. Відіграв за клуб з міста Пасуш-ді-Феррейра наступний сезон своєї ігрової кар'єри. Закріпитися в основному складі нового клубу юному австралійцю не вдалося, тож 2010 року його було віддано в оренду до іншої португальської команди, «Спортінга» (Ковільян).
До складу нідерландського «Гераклес» (Алмело) приєднався в грудні 2011 року. 25 березня в матчі проти «Утрехта» він дебютував в Ередивізі. 31 серпня 2013 року в матчі проти «АДО Ден Гаг» Девідсон забив свій перший гол за команду з Алмело.
Влітку 2014 року, після чемпіонату світу, Джейсон перейшов в англійський «Вест-Бромвіч Альбіон». 23 серпня в матчі проти «Саутгемптона» він дебютував в англійській Прем'єр лізі, замінивши в другому таймі Себастіана Поконьйолі.

## Виступи за збірну
15 серпня 2012 року дебютував в офіційних матчах у складі національної збірної Австралії, вийшовши на поле у товариській грі проти національної збірної Шотландії, в якій він відзначився автоголом.
2014 року Джейсон потрапив в заявку національної команди на участь у чемпіонаті світу в Бразилії. На турнірі він зіграв у матчах проти збірних Нідерландів, Чилі та Іспанії.

## Титули і досягнення
- Чемпіон Словенії (1)

«Олімпія» (Любляна): 2017-18
- Володар Кубка Словенії (1):

«Олімпія» (Любляна): 2017-18
- Переможець Ліги чемпіонів АФК (1):

«Ульсан Хьонде»: 2020
- Володар Кубка Австралії (1):

«Мельбурн Вікторі»: 2021
Збірні
- Володар Кубка Азії: 2015